# John D. Works
John Downey Works, född 29 mars 1847 i Ohio County, Indiana, död 6 juni 1928 i Los Angeles, Kalifornien, var en amerikansk republikansk politiker och jurist. Han representerade delstaten Kalifornien i USA:s senat 1911-1917.
Works deltog i amerikanska inbördeskriget i nordstaternas armé, i 10:e regementet inom Indianas kavalleri. Han studerade sedan juridik och inledde 1868 sin karriär som advokat i Vevay, Indiana. Han var ledamot av delstaten Indianas representanthus från 1878 till 1880. Works flyttade 1883 till San Diego och arbetade 1886-1887 som domare i San Diego County. Han var sedan domare i Kaliforniens högsta domstol 1888-1891. Han flyttade 1896 till Los Angeles.
Works efterträdde 1911 Frank P. Flint som senator för Kalifornien. Han kandiderade inte till omval och efterträddes i mars 1917 som senator av Hiram Johnson.